# Saint-Maurice-de-Rotherens
Saint-Maurice-de-Rotherens är en kommun i departementet Savoie i regionen Auvergne-Rhône-Alpes i sydöstra Frankrike. Kommunen ligger i kantonen Saint-Genix-sur-Guiers som tillhör arrondissementet Chambéry. År 2018 hade Saint-Maurice-de-Rotherens 212 invånare.

## Befolkningsutveckling
Antalet invånare i kommunen Saint-Maurice-de-Rotherens
| Referens: INSEE |